# Banavase, Hassan
Banavase là một làng thuộc tehsil Hassan, huyện Hassan, bang Karnataka, Ấn Độ.